# Rudolf Mang
Rudolf Mang (ur. 17 czerwca 1950 w Bellenbergu, zm. 12 marca 2018 tamże) – niemiecki sztangista, srebrny medalista olimpijski z Monachium.
Reprezentował barwy RFN. Brał udział w dwóch igrzyskach (IO 68, IO 72). W Monachium po medal olimpijski sięgnął w wadze superciężkiej, powyżej 110 kilogramów. Był srebrnym medalistą mistrzostw świata w 1972 i 1973. Na mistrzostwach Europy zdobył srebro w 1972 oraz brąz w 1971 i 1973. Pobił dwa rekordy świata.